# Заовражское сельское поселение
Заовражское се́льское поселе́ние — упразднённое муниципальное образование в составе Кувшиновского района Тверской области России.
Административный центр — село Заовражье.
Образовано в 2005 году, включило в себя территорию Заовражского сельского округа.
Законом Тверской области от 17 декабря 2015 года № 119-ЗО, были преобразованы, путём их объединения, Прямухинское, Борковское, Заовражское и Пречисто-Каменское сельские поселения — в Прямухинское сельское поселение

## Географические данные
- Общая площадь: 175 км²
- Нахождение: южная часть Кувшиновского района.
  - Граничит:
    - на северо-востоке — с Тысяцким СП
    - на востоке — с Прямухинским СП
    - на юго-востоке — с Торжокским районом, Страшевичское СП,
    - на юге — со Старицким районом, Орешкинское СП,
    - на юго-западе — с Сокольническим СП
    - на западе — с Ранцевским СП,
    - на северо-западе — с Васильковским СП

Поселение находится между реками Осуга (по северо-восточной границе) и Большая Коша (по юго-западной границе).

## Экономика
Основное сельхозпредприятие — колхоз «Заря Коммуны».

## Население
По переписи 2002 года — 536 человек, на 01.01.2008 — 449 человек.

## Населенные пункты
В состав поселения входили следующие населённые пункты:
| №  | Тип нп | Название       | Население (2008 год) |
| -- | ------ | -------------- | -------------------- |
| 1  | село   | Заовражье      | 216                  |
| 2  | дер.   | Андреяново     | 18                   |
| 3  | дер.   | Большое Ильино | 14                   |
| 4  | дер.   | Городцы        | 1                    |
| 5  | дер.   | Каравайцево    | 48                   |
| 6  | дер.   | Купишиха       | 0                    |
| 7  | дер.   | Лукино         | 0                    |
| 8  | дер.   | Островлево     | 0                    |
| 9  | дер.   | Пекишево       | 27                   |
| 10 | дер.   | Свеклино       | 5                    |
| 11 | дер.   | Скрылево       | 2                    |
| 12 | дер.   | Рылево         | 77                   |
| 13 | дер.   | Хрычево        | 12                   |
| 14 | дер.   | Чудиново       | 3                    |
| 15 | дер.   | Шаплово        | 22                   |
| 16 | дер.   | Щеголево       | 1                    |

### Бывшие населённые пункты
В 2000 году исключена из учётных данных деревня Пусторадово.

Ранее исчезли деревни: Быково, Глухово, Заречье, Камаево, Сменково, а также хутора Вараксиха, Марс, Светиково, Харламово и другие.

## История
В XI—XIV вв. территория поселения относилась к Новгородской земле и составляла часть «городовой волости» города Торжка.
В XV веке присоединена к Великому княжеству Московскому и находилась на границе Новоторжских и Ржевских волостей.
- После реформ Петра I территория поселения входила:
  - в 1708—1727 гг. в Санкт-Петербургскую (Ингерманляндскую 1708—1710 гг.) губернию, Тверскую провинцию,
  - в 1727—1775 гг. в Новгородскую губернию, Тверскую провинцию,
  - в 1775—1796 гг. в Тверское наместничество, Новоторжский уезд,
  - в 1796—1929 гг. в Тверскую губернию, Новоторжский уезд,
  - в 1929—1935 гг. в Западную область, Каменский район,
  - в 1935—1963 гг. в Калининскую область, Каменский район,
  - в 1963—1965 гг. в Калининскую область, Торжокский район,
  - в 1965—1990 гг. в Калининскую область, Кувшиновский район,
  - с 1990 в Тверскую область, Кувшиновский район.

В середине XIX-начале XX века большинство деревень поселения относились к Тысяцкой и Прямухинской волостям Новоторжского уезда.

## Известные люди
В деревне Островлево родился Герой Советского Союза Дмитрий Васильевич Ермаков.
В деревне Свеклино в 1888 году родился известный участник революционных событий 1917 года, тогда трамвайщик-подпольщик из Петрограда, Василий Сергеевич Смирнов.